# U'wa
U'wa ou tunebos são um povo originário da Serra Nevada do Cocuy, ao nordeste dos Andes, nos departamentos colombianos de Boyacá (55,2%), Arauca (21,1%), Norte de Santander (16,2%), Casanare (6,1%) y Santander (1,3%). Os u'wa falam a língua u'w ajca o tunebo, que pertence a família linguística chibcha. A maioria da população habita no municipio de Cubará.
São fundamentalmente agricultores, praticando também a pesca, a caça e a recoleção; e migram durante o ciclo anual, habitando e aproveitando os diferentes ecossistemas e climas das distintas altitudes da cordilheira. Em cada estação e estando em entornos residenciais específicos cantam seus diferentes mitos.
Estão divididos em clãs matrilineares. A Serra Nevada do Cocuy está distribuida entre os diferentes clãs, inter-relacionados entre sí pelos intercambios matrimoniais e pelo parentesco, de forma que cada clã se divide en metades, que se casam con o clã vizinho de cada metade. Assim, cada clã é um dos teba, oito postes que suportam a casa do mundo. O território de cada clã com sua ordem de vizinhanças radiais em torno à Serra do Cocuy é um elemento imprescindível da ordem matrimonial, social, espiritual e cósmico.
Cada clã está regido por seus Werjayás (sabios). Os cabildos organizados quando a lei colombiana exigia ou fomentava seu funcionamiento para que as comunidades conseguiram representação jurídica, reconhecem a autoridade dos Werjayás e solicitam a sua licença para atuar.